# Петра Даллманн
Петра Даллманн (нім. Petra Dallmann, 21 листопада 1978) — німецька плавчиня.
Бронзова медалістка Олімпійських Ігор 2004 року, учасниця 2008 року. Чемпіонка світу 2001 року в естафеті 4x100 м вільним стилем, срібна медалістка чемпіонатів світу: 2003 року в естафеті 4x100 м вільним стилем, 2005 року в естафеті 4x100 м вільним стилем, 2007 року в естафеті 4×200 м вільним стилем і
2009 року в естафеті 4x100 м вільним стилем. Чемпіонка Європи в плаванні на довгій воді: 2002 року в естафетах 4x100 м вільним стилем і 4x200 м вільним стилем,  2006 року в естафетах 4x100 м вільним стилем і 4x200 м вільним стилем. Бронзова медалістка чемпіонатів Європи з плавання на короткій воді: 2002 року на дистанції 100 м вільним стилем, 2004 року на дистанції 200 м вільним стилем і 2005 року на дистанції 100 м вільним стилем. 